# بابا محمدي
بابا محمدي (14 فبراير 1991 بإيران - ) هو لاعب كرة قدم إيراني في مركز الهجوم. لعب مع نادي بيكان وSanaye Giti Pasand F.C. ‏.

## وصلات خارجية
- بابا محمدي على موقع قاعدة بيانات كرة القدم.إي يو (الإنجليزية)
- بابا محمدي على موقع Soccerway.com (الإنجليزية)